# الجامع لأخلاق الراوي وآداب السامع
الجامع لأخلاق الراوي وآداب السامع. كتاب في علوم الحديث ألفه الخطيب البغدادي، بين فيه أخلاق الراوي وآداب السامع وما يجب عليهما ويستحب منهما ويكره لهما إذ لا غناء لأحد من أصحاب الحديث عن معرفة ذلك.
فلقد استوفى الخطيب البغدادي في هذا الكتاب ذكر ما ينبغي للمحدث وطالب الحديث أن يتحليا به من الآداب والواجبات التي تقتضيها صنعة التحديث؛ بل أفاض في ذلك، وجمع فأوعى، ولم يبق زيادة لمستزيد، والحقيقة التي لا مرية فيها أن الكتاب يشفي - في موضوعه - كل من أراد النهاية في هذا البحث، والوصول إلى أعماق هذا الموضوع.

## بعض فوائد الكتاب
الواجب أن يكون طلبة الحديث أكمل الناس أدباً، وأشد الخلق تواضعاً، وأعظمهم نزاهة وتديناً، وأقلهم طيشاً وغضباً، لداوم قرع أسماعهم بالأخبار المشتملة على محاسن أخلاق رسول الله صلى الله عليه وسلم وآدابه، وسيرة السلف الأخيار من أهل بيته وأصحابه، وطرائق المحدثين، ومآثر الماضين، فيأخذوا بأجملها وأحسنها، ويصدفوا عن أرذلها وأدونها.

## مضمون الكتاب
كتب البغدادي في كتابه 239 عنوانًا، صنفها في أكثر من ثلاثين بابًا، فيها قرابة ألفي فقرة، ومجمل ما جاء به الكتاب:
1. بدأ فيه المصنف بمقدمة مختصرة.
2. ثم كتب بابًا في النية في طلب الحديث، فأكد فيها على ضرورة إخلاص النية لله من قبل طالب الحديث والشيخ أيضًا.
3. ثم ألف بابًا يتحدث فيه عن الأخلاق التي يجب أن يتحلى بها طالب الحديث، واكتساب الحلال وإيثار العزوبة وغير ذلك على الحديث.
4. ثم عرض عددًا من الأبواب يؤكد فيها على أهمية تحقيق الإسناد المقبول، وانتقاء الشيوخ المحدثين، وتجنب السماع من غيرهم، وكره سماع الحديث ممن يُشك بضعف روايته.
5. عكف بعد ذلك إلى تأليف بابٍ يتحدث فيه عن الآداب التي يجب أن تتوافر في الطالب في التعامل مع شيخه المحدث. فذكر منها تبكيره للمجلس، واستئذان الشيخ المحدث، وآداب الدخول على الشيخ والخروج من عنده، وغير ذلك مما فيه احترامه.
6. أتبع ذلك بالآداب التي يجب أن يتحلى بها طالب الحديث عند السؤال وطريقة طرحه. وكذلك طريقة الحفظ.
7. ثم كتب عن تفاصيل تدوين الحديث، فكتب عن أصوله، وآلات النسخ التي يمكن لطالب الحديث استخدامها، وأكد على تحسين الخط، وضرورة معارضة المكتوب.
8. كتب بابًا في آداب القراءة على الشيخ.
9. ثم عقد بابًا يتحدث فيها عن الأخلاق التي يجب أن يتحلى بها الراوي عامةً (وليست المختصة بالتعامل مع شيخه)، وطريقة تعامله مع طلابه. وأتبعها بما يستحب له وما يكره من هيئة وسلوك قبل المجلس وبعده.
10. أتبع ذلك بتأكيده على المنهج العلمي الذي يجب اتباعه، والموضوعية العلمية ولو كانت ضد رغباته وأموره، فيتبع الدقة في النقل بصدقٍ وأمانة. مع المبالغة في الاحتياط خوفًا من الزلل والأوهام التي قد تعتريه.
11. أكد على ضرورة تعلم الراوي النحو والعربية، فرغب بها الراوي، ورهبه من إهمالها بذكر أخبار من عاب اللحن وشدد فيه.
12. تحدث بعد ذلك عن مجالس الإملاء بتفصيلٍ، فذكر أصول عقد تلك المجالس وسيرها وآدابها وكل ما يتعلق بطلابها وأساتذتها وغير ذلك من الأمور، وتطرق لبعض سنن المجلس، من ختمه بالنوادر والإنشاد، وعدم إطالته.
13. أكَّد على ضرورة بيان أحوال الكذابين، وإحالة أمرهم إلى الحكام.
14. ألَّف بابًا منفصلًا في وجوب كتابة الحديث على وجهه.
15. وكتب عن الرحلة في طلب الحديث، لما لها من أهمية في حياة طالبه. فذكر عنها ما يشترط لها وفيها، واستئذان الوالدين وطاعتهما، مع ترك الرحلة إن كرها ذلك. وعكف على أهمية رفيق الطريق.
16. بين لطالب الحديث أنه لا يكفيه سماع الحديث وكتابته، بل عليه أن يحفظه أيضًا، ويعمل به هو نفسه. مما يستدعي منه أيضًا التفكر والتدبر في معانيه المتنوعة. وأعان الطالب بأسباب يتخذها تعينه على حفظ الحديث، وفصل في ذلك حتى فيما يأكل.
17. ثم عرج على تحفيز همم طلاب الحديث، ببيان فضل جمعه وتصنيفه.
18. بين مناهج العلماء في التصنيف، ومخارج السنن والشيوخ الأساس في سند الحديث، ثم ذكر كتبًا سبق المتقدمون إليها، وهي كتب هامة في الحديث وعلومه ورجاله وفنونه ليستفيد منها طالب الحديث.
19. أنهى الكتاب بـ «قطع التحديث عند كبر السن مخافة اختلال الحفظ ونقصان الذهن».

## أهمية الكتاب
يمكن إجمال أهمية الكتاب في نقاطٍ متعددة:
1- استشهاده بالقرآن والسنة النبوية في مواضع كثيرة.
2- شموليته: فقد انطلق فيه المؤلف بتعليم طالب الحديث آداب حياته في طلب الحديث كُلها، ابتداءً من استئذان والديه بالرحلة مرورًا بالرحلة نفسها، إلى اختيار الشيوخ وطريقة تعامله معهم، وطريقة تعامله مع الحديث وصولًا إلى أن يحدث به.
3- تحفيز الهمم: فلم يكتفي المؤلف البغدادي بذكر الآداب الواجب على طالب الحديث اتباعها، بل أعقب ذلك بتحفيز همته، وبيان مكانة ما يقوم به ورفعته.
4- التوجيهات: فلم يقتصر الأمر على الآداب فحسب، بل كان يوجهه في بعض المراحل الأساسية في حياته هذه، بدءًا من اتخاذ رفيقٍ للطريق، إلى معايير اختيار الشيوخ الذين يأخذ منهم، وتعريفه بأهم شيوخ الأسانيد، وصولًا إلى الطعام الذي يتناوله.
5- ثناء العلماء عليه.

## مما قاله العلماء في الكتاب
ذكر زين الدين العراقي عن الكتاب: «صنف الخطيب كتابًا حافلًا لآداب كل منهما (يقصد راوي الحديث وطالبه)».
وقال ابن خير الإشبيلي: «من جيد الكتب؛ بيَّن فيه آداب هذه الصناعة، وطرائقهم المختارة».
وقال فيه ابن حجر العسقلاني: «ثم جاء بعدهم الخطيب أبو بكر البغدادي، فعمل في قوانين الرواية كتابًا سماه» الكفاية«، وفي آدابها كتابًا سماه» الجامع لآداب الراوي والسامع«، وقل فنَّ من فنون الحديث إلا وقد صنف فيه كتابًا منفردًا».
قال فيه محمد بن جعفر الكتاني: «وهو غايةٌ في بابه».

## نسخ الكتاب
للكتاب نسختان معروفتان حتى الآن:
1- نسخة دار الكتب الظاهرية في المجموع، المخطوط رقم 55: وهي جزء من كتاب «الجامع لأخلاق الراوي وآداب السامع»، احتوت الجزء الرابع منه، فابتدأت بـ «الجزء الرابع من كتاب الجامع لأخلاق الراوي وآداب السامع».
2- نسخة مكتبة بلدية الإسكندرية: تحت رقم (3711ج – مصطلح الحديث):
وهي تقع في 10 أجزاء، مجموعةٌ في مجلد واحد، وقد خُطت سنة 500 هجرية، وكان من خطها محمد بن شاكر بن عيسى بن مخلوف.